# Los Auténticos Decadentes
Los Auténticos Decadentes este o formație argentiniană de muzică ska. Membrii formației sunt: 
- Gustavo "Cucho" Parisi
- Jorge "Perro viejo" Serrano
- Diego Demarco
- Gustavo Montecchia
- Gastón Bernardou
- Martín Lorenzo
- Daniel Zimbello
- Pablo Armesto
- Pablo Rodríguez
- Eduardo Trípodi
- Mariano Franceschelli
- Guillermo Eijo
- Claudio Carrozza

## Discografie
- 1989 El milagro argentino
- 1990 El nuevo milagro
- 1991 ¡Supersónico!
- 1993 Fiesta monstruo
- 1995 Mi vida loca
- 1997 Cualquiera puede cantar
- 2000 Hoy trasnoche
- 2001 Los reyes de la canciòn
- 2003 Sigue tu camino
- 2004 12 vivos
- 2006 Sigue tu camino Versiones y Remixes
- 2007 Club Atlético Decadente
- 2008 Somos
- 2010 Irrompibles
- 2012 Hecho en México: 25 aniversario en el Palacio de los Deportes
- 2014  Y la banda sigue